# Gert Chesi

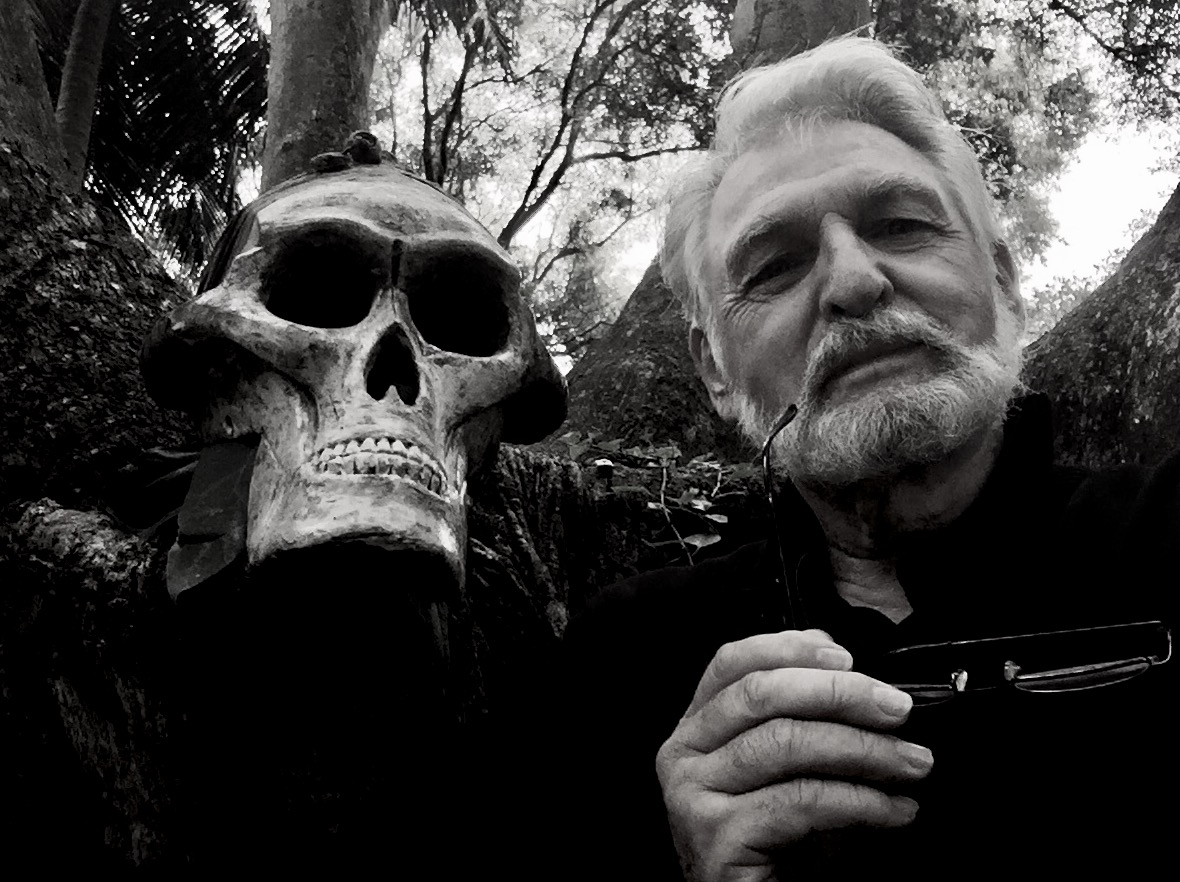
Gert Chesi im Voodoo forest.

Gert Chesi (* 22. August 1940 in Schwaz, Tirol) ist ein österreichischer Fotograf, Autor und Kunstsammler. 1995 gründete Chesi in Schwaz das Haus der Völker, ein Museum für Kunst und Ethnographie, dessen Sammlung hauptsächlich aus Exponaten von Chesis Reisen durch Afrika und Asien besteht.

## Leben

### Frühe Jahre
Ab 1959 arbeitete Chesi als freier Journalist und Fotograf für lokale Zeitungen in Österreich. Mittels Fotoreportage wies er gemeinsam mit Bert Breit in den 1970er Jahren auf die unhaltbaren Zustände im Tiroler Landes-Mädchenerziehungsheim St. Martin, Schwaz hin.
1958 gründete Chesi den Jazzclub „Studio 12“ in Schwaz. 1963 wurde er freier Mitarbeiter des ORF und veranstaltete den „Schwazer September“, ein Musik- und Kunstfestival in Schwaz.

### Beginn der Arbeit als Ethnograph

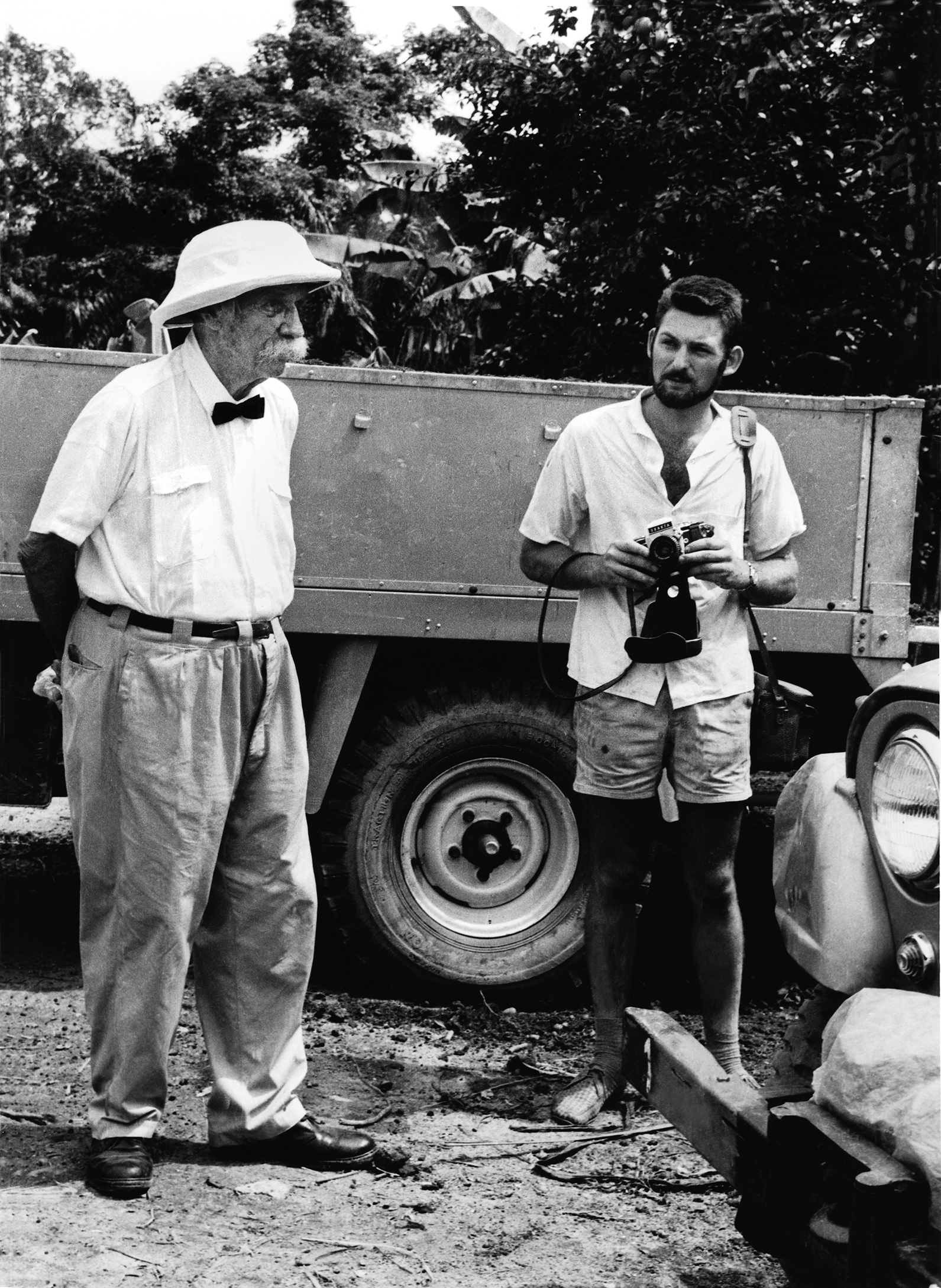
Albert Schweitzer mit Gert Chesi, Lambaréné, 1964

1961 unternahm er eine fünfmonatige Motorradreise, die ihn über Jordanien bis in den Sudan führte. Diese Reise stellt den Beginn seiner journalistischen Tätigkeit dar, die sich mit den Völkern und Kulturen dieser Welt befasst. 1964 besuchte er Albert Schweitzer im Lepradorf Lambaréné, Gabun und blieb dort acht Monate als Mitarbeiter. Es folgten Publikationen über Lambaréné und das Wirken von Albert Schweitzer. Als Schweitzer 1965 starb, waren Chesis Fotos die aktuellsten verfügbaren Aufnahmen von Schweitzer. Die Quick kaufte diese Aufnahmen, womit Chesis Grundlage zum Fotoreporter gelegt war.
In dieser Zeit begann seine Sammeltätigkeit und die Beschäftigung mit afrikanischer Kunst. 18.000 Fotos aus dieser Zeit erwarb das Frankfurter Völkerkundemuseum. Ab 1965 verfasste Gert Chesi zahlreiche Publikationen über Kunst und ethnographische Themen in überregionalen Medien und dem ORF. Zwischen 1967 und 1977 war er in verschiedenen Sendereihen präsent. 1969 veranstaltete er Ausstellungen afrikanischer Kunst, organisierte Vortragsreisen in Deutschland, Österreich und der Schweiz und stellte im folgenden Jahr seine Fotografien in überregionalen Galerien und Museen aus.
Seine ethnomusikalischen Tonaufnahmen mündeten in der Veröffentlichung des Doppelalbums Black Magic.
1975 wurde sein erster Bildband Die letzten Afrikaner in sechs Sprachen publiziert. In der Folge fanden mehrere Vorträge und Ausstellungen statt. Darunter war 1977 eine Ausstellung mit afrikanischer Kunst aus der Sammlung Chesi im „Musee des beaux Arts“ Grenoble und der Galerie Numaga Schweiz zu sehen. Im selben Jahr veröffentlichte er Texte und Bildbeiträge in Geo, Stern, Ambiente und wissenschaftlichen Zeitschriften.

### Forschungsgebiet Voodoo
1978 widmete sich Gert Chesi dem afroamerikanischen Synkretismus in Westafrika, Haiti und Brasilien.
Der Bildband Voodoo – Afrikas geheime Macht erschien in vier Sprachen. 1979 folgten mehrere Studien- und Arbeitsreisen auf die Philippinen und nach Afrika. Dazu erschien 1980 der Band Geistheiler auf den Philippinen. Zeitgleich arbeitete er an der Enzyklopädie Togolais im Auftrag des Staatspräsidenten. Weiteren Arbeitsreisen nach Afrika im Jahr 1982 folgten die Buchveröffentlichung Die Medizin der schwarzen Götter sowie Buchbeteiligungen an Afrika – Im Banne eines Kontinents, Colon – das schwarze Bild des weißen Mannes. 1983 folgte der Band Susanne Wenger – ein Leben mit den Göttern.
1984 wurde eine von Fred Jahn kuratierte Ausstellung im Münchner Stadtmuseum eröffnet, deren Objekte aus der Sammlung Gert Chesi stammten. Im selben Jahr erschien der Katalog „Kunst der Zauberer“.

### Kulturvermittler
1984 wurde er Lehrbeauftragter an der Universität Innsbruck und unterrichtete zehn Jahre lang Fotografie am Institut für Raumgestaltung.
1986 und in den folgenden Jahren fanden diverse Fotoausstellungen in mehreren internationalen Galerien und Museen statt. Es erschien ein SW-Katalog zu seiner Ausstellung im „Museum der Begegnung“, Schmieding. Ein weiteres Jahr später stellte er im Rahmen der burgenländischen Landesausstellung aus. Es erschien ein Farbkatalog zur Ausstellung „Theater der Übertreibungen“. Zeitgleich publizierte Chesi in diversen Fachzeitschriften und begab sich auf weitere Studienreisen nach Indien, Ladakh, Afrika und Brasilien.
1988 erwarb das Völkerkundemuseum Frankfurt Chesis Ethno-Fotoarchiv, bestehend aus 20.000 Bildern.
1991 erfolgte der Ausbau der Afrikasammlung. 1992 arbeitete Gert Chesi mit dem Völkerkundemuseum Rotterdam zusammen, 1993 fanden mehrere Ausstellungen mit ethnologischen Objekten in zahlreichen Museen und Galerien statt.
Menschenbilder
2013 erschien das Buch Menschenbilder aus anderen Welten. Diese Fotoserie ist als Ausstellungsprojekt in 45 großformatigen Fotografien (85 × 125 cm) erschienen und wird von einem Bildband begleitet, der mit erklärenden Texten das Projekt und die Menschen, die dafür Modell gestanden sind, beschreibt.
Western Voodoo
2018 zeigt Chesi eine Fotoserie mit dem Titel „Western Voodoo“ in Frankreich, Togo und Spanien. Die Ausstellung „Western Voodoo“ präsentiert die fotografische Arbeit aus Chesis Arbeit „Menschenbilder aus anderen Welten“. Alle ausgestellten Fotos sind vom Voodoo inspiriert, einschließlich der Körperbemalungen. „Western Voodoo“ vereint kreative europäische und afrikanische Inspirationen auf ästhetischem Niveau.

### Museumsgründung
1994 begannen die vorbereitenden Arbeiten zum Haus der Völker in Schwaz. Chesi wählte als Standort die Räumlichkeiten des inzwischen aufgelassenen Tiroler Landes-Mädchenerziehungsheim St. Martin in Schwaz. 1995 wurde es eröffnet. Im Zuge der Eröffnung erschien das Buch Architektur und Mythos. Für die Reihe „Universum“ produzierte der ORF einen Afrika-Film mit Chesi.
1996 gründete Gert Chesi den Kulturverein Haus der Völker, der bis zum Jahre 2016 unter seiner Führung stand.
Mit Gerhard Merzeder gründete Chesi 2005 das erste deutschsprachige Magazin für außereuropäische Kunst, das A4 Magazin, das zehn Jahre lang zweimal jährlich erschien. Der zum Museum zugehörige Verlag Haus der Völker ist Herausgeber dieses ersten deutschsprachigen Magazins, das sich mit außereuropäischer Kunst und Kultur befasst. Der Titel des Magazins „A4“ bezieht sich auf die vier Kontinente, Australien, Asien, Afrika und Amerika.
2007 wurde ein großer Teil seiner Sammlung an den Grazer Sammler Hanns Schell verkauft.
2016 nach 21 Jahren zog sich Gert Chesi als Museumsleiter zurück. Seine wertvolle Sammlung schenkte er der Stadt Schwaz unter der Auflage einiger Rahmenbedingungen, mit dem Ziel, dass das Museum der Völker und der Erhalt seiner Sammlung in seinem Sinne weitergeführt werden. Die Sammlung, die Chesi sein ganzes Leben zusammengetragen hat, besteht aus ca. 1400 Objekten. Der Wert wird auf zwei Millionen Euro geschätzt. 2017 übernahm der Bürgermeister von Schwaz Hans Lintner die Obmannschaft des Kulturvereins Museum der Völker.

### Publizistische Tätigkeit
1997 wurde Gert Chesi wissenschaftlicher Berater des Museums für Völkerkunde in Hamburg und gestaltete die dortige Jahresausstellung. Er veröffentlichte einen umfassenden Buchkatalog des Hauses der Völker sowie eine verbesserte Auflage von „Die Medizin der Schwarzen Götter“.
1998 wurde von Gert Chesi die erste CD der Reihe The Sound of Afrika (The Sound of Voodoo) produziert. Das „Haus der Völker“ beteiligte sich an den Ausstellungen „Kulte, Künstler, Könige“ im Schlossmuseum Linz und an der Ausstellung „Frauenmacht und Männerherrschaft“ im Rautenstrauch-Joest-Museum in Köln. In der Folge unternahm Chesi mehrere Reisen nach China und Asien im Auftrag der Deutsch-Chinesischen Gesellschaft, um die Exponate für die Ausstellung „2000 Jahre Seidenstraße“ in Zusammenarbeit mit Frau M. Yaldiz, Direktorin des Museum für Asiatische Kunst (früher Museum für Indische Kunst) in Berlin-Dahlem, auszuwählen.
1999 fanden die Vorarbeiten für das Buch Voodoo in Afrika statt. Es folgt die Ausstellung „2000 Jahre afrikanische Keramik“ vor. Im Auftrag der Stadt Schwaz organisierte er zwei Ausstellungen unter dem Titel „The Spirit of Silver“ anlässlich der 100-Jahr-Feier zur Stadterhebung. Es folgen die Ausstellungen „Textile Kunst chinesischer Bergvölker“ und „Buddha in Kunst und Mythos“. In Zusammenarbeit mit dem Hamburger Völkerkundemuseum wurde eine große Japanausstellung eröffnet.
2005 verlegte Gert Chesi seinen Hauptwohnsitz nach Togo und übergab den operativen Teil des Hauses der Völker einem neu gegründeten Kulturverein.
Im Jahr 2006 konzipierte der Prestel Verlag mit Merzeder und Chesi den ersten umfassenden Bildband über die Nok-Kultur. Ein Afrika-Film mit Gert Chesi Die Wiege des Voodoo wurde vom ORF produziert. In den Jahren 2007 bis 2010 organisierte er im Haus der Völker zahlreiche Ausstellungen und veröffentlichte diverse Katalogbeiträge. Ebenso setzte er sich erneut mit den afrikanischen Traditionen auseinander. 2010 erschien das Buch Afrika – Die Magier der Erde im Studienverlag. 2011 erschien sein Buch Menschenbilder aus anderen Welten. Eine Ausstellungsreihe mit den „Menschenbildern“ startete im Januar 2012 im Rabalderhaus in Schwaz. Im Februar 2012 wurden Gert Chesis Fotografien im Institute Francaise in Togo ausgestellt.
2013 produzierte Gert Chesi seinen ersten Dokumentarfilm. In den Jahren 2013 bis 2018 konzentrierte er sich neben zahlreichen Sonderausstellungen im Museum der Völker auf die Produktion von ethnographischen Dokumentarfilmen, die sich auf Indonesien, Burma, Thailand, Indien und mehrere afrikanische Länder bezogen.
2014 erschien der Katalog „Kind und Ritual“ in Zusammenarbeit mit SOS-Kinderdorf. Darin werden Kinder im rituellen Umfeld in Indien, Thailand und Togo gezeigt.
In den Jahren 2017 und 2018 entstanden fotografische Werke, die in einer Serie von Ausstellungen in Togo, Frankreich, und Benin gezeigt wurden. Unter dem Titel „Western Voodoo“ organisierte der Galerist Alain Fassier eine Tournee, in deren Rahmen auch Chesis Filme gezeigt wurden. Vorträge und Podiumsdiskussionen ergänzten diese Aktivitäten.

## Auszeichnungen
- 2000 Ehrenzeichen der Stadt Schwaz.
- 2001 Berufstitel Professor

## Buchveröffentlichungen
- Menschenbilder aus anderen Welten. Verlag Haus der Völker 2011, ISBN 978-3-200-02440-3.
- Afrika. Die Magier der Erde. Studienverlag 2010, ISBN 978-3-7065-4983-7.
- The Nok culture: art in Nigeria 2500 years ago. 2006, ISBN 3-7913-3646-0.
- Voodoo in Afrika. 2003, ISBN 3-85218-433-9.
- Afrika im Herzen. 2002, ISBN 3-85218-403-7.
- Afrika, Asien – Kunst- und Ritualobjekte. 1997, ISBN 3-85218-244-1.
- Die Medizin der schwarzen Götter. 1997, ISBN 3-85218-258-1.
- Architektur und Mythos. 1995, ISBN 3-85218-189-5.
- Die Medizin der schwarzen Götter: Magie und Heilkunst Afrikas. 1989, ISBN 3-224-16571-5.
- Geistheiler auf den Philippinen. 1981, ISBN 3-85399-024-X.
- Susanne Wenger: ein Leben mit den Göttern. 1980, ISBN 3-85399-004-5.
- Voodoo, Afrikas geheime Macht. 1979, ISBN 3-85399-003-7.
- Die letzten Afrikaner. 1978 ISBN 3-85399-000-2.

## Dokumentarfilme
- Afrika, alte Kulte, neue Perspektiven, 2019
- Erinnerungen an Albert Schweitzer, 2019
- Afrika im Wandel, 2018
- Indonesien, Teil 1–4, 2016–2018
- Afrika – Menschen, Mythen, Traditionen, 2018
- Burma, Teil 2, 2018
- Asien im Fest, Teil 1 und 2, 2016–2017
- Africa Connection, 2015–2017
- Togo im Fest, 2017
- Die Farben Indiens, Teil 2, 2017
- Das Leben ist ein Spiel, 2017
- Die Irre von Avepozo, 2015–2016
- Die Farben Indiens, Teil 1, 2016
- Buddha in schlechter Gesellschaft, 2016
- Chinatown – Bangkok, 2016
- Das Voodoo Tagebuch, 2015
- Königsstädte Asiens – Laos/Vietnam/Kambodscha, 2015
- Buddhas unfolgsame Kinder – Teil 3, 2015
- Königsstädte Asiens – Laos, Vietnam, Kambodscha, 2015
- Die Medizin der schwarzen Götter – Magie und Heilkunst Afrikas, Teil 2, 2015
- Die Medizin der schwarzen Götter – Magie und Heilkunst Afrikas, Teil 1, 2015
- Äthiopien – Eine Zeitreise, 2015
- Burma – Buddhas Erben, 2015
- Tanzende Schatten – Puppentheater in Thailand, 2015
- Buddhas Glanz und Elend, 2015
- Das Lied der Strasse – Teil 2, 2015
- Künstlerporträts Afrika, 2014
- Buddhas unfolgsame Kinder – Teil 2, 2014
- Das Lied der Strasse – Teil 1, 2014
- Alice Mettler – Mein Leben in Afrika, 2014
- Leben und Tod auf Bali, 2014
- Miao – Ein Volk im Wandel, 2014
- Made in Africa, 2014
- Buddhas unfolgsame Kinder, Teil 1, 2014
- Voodoo – Magier der Erde, 2013
- Togo im Tanz, 2013
- Maskenkulte in Kerala/Indien, 2013
- Die Geschichte der Ning, 2013